# Skylark (chanson)
Skylark est une chanson composée en 1941 par le compositeur, pianiste, chanteur, chef d'orchestre et acteur américain Hoagy Carmichael, avec des paroles écrites par l'auteur-compositeur Johnny Mercer.
La chanson (dont le titre signifie Alouette) est devenue un standard de jazz et a été reprise par de grands noms du jazz comme Anita O'Day, Bing Crosby, Glenn Miller, Erroll Garner, Tony Bennett, Aretha Franklin, Ella Fitzgerald, Paul Desmond et Dexter Gordon.

## Historique

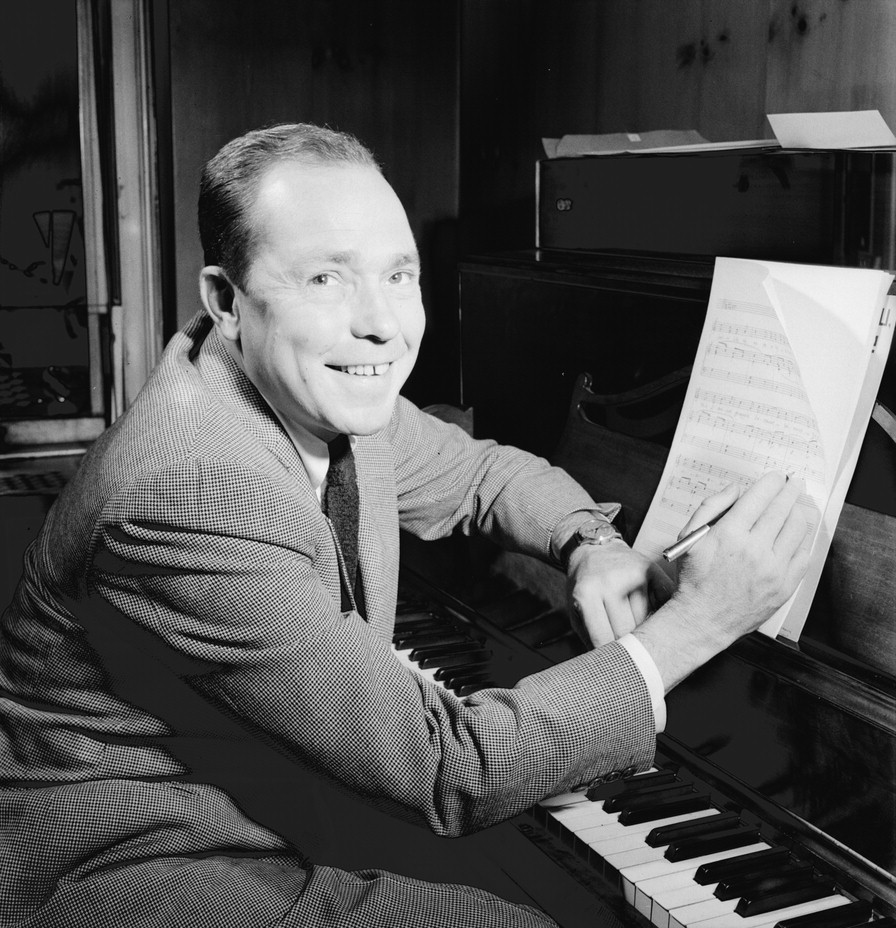
Le parolier de Skylark, Johnny Mercer, vers 1946-1948.

Hoagy Carmichael écrit la mélodie de Skylark, basée sur une improvisation au cornet de Bix Beiderbecke, sous le nom de Bix Licks, pour un projet visant à transformer le roman Young Man With a Horn en une comédie musicale de Broadway. 
Après l'échec de ce projet, Carmichael fait appel à Johnny Mercer pour écrire les paroles de la chanson. 
Mercer a déclaré ultérieurement qu'il s'était débattu pendant un an après avoir reçu la musique de Carmichael avant de pouvoir écrire les paroles. Il s'est par ailleurs souvenu que Carmichael l'avait initialement appelé plusieurs fois au sujet des paroles, mais qu'il avait oublié la chanson au moment où Mercer les a finalement écrites.
Le désir exprimé dans les paroles était basé sur le désir de Mercer pour l'actrice Judy Garland, avec qui il avait une liaison.

## Versions notables

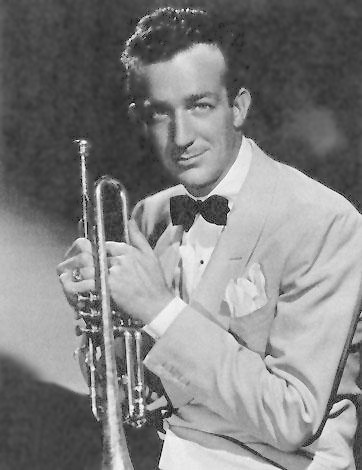
Harry James.

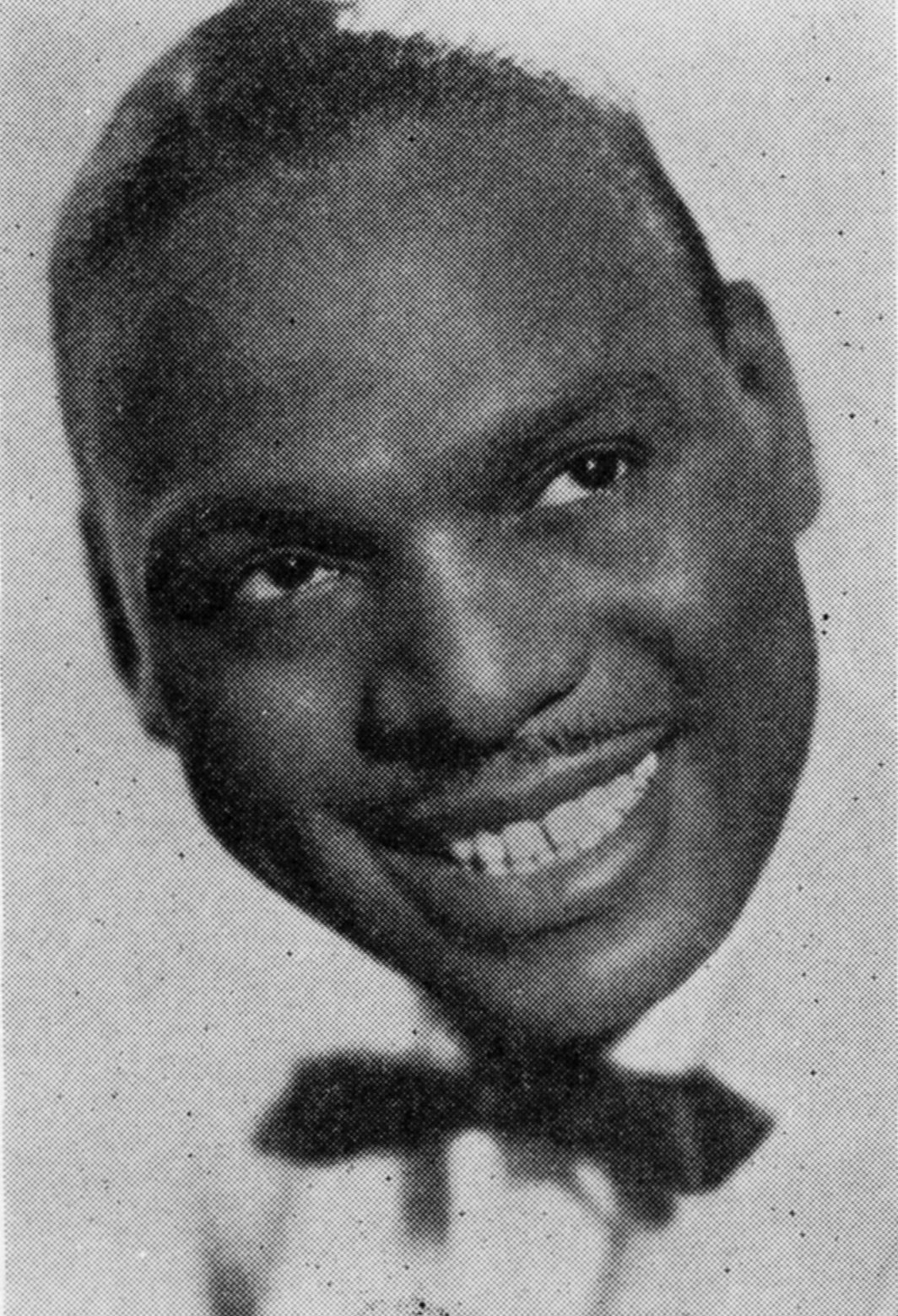
Earl Hines.

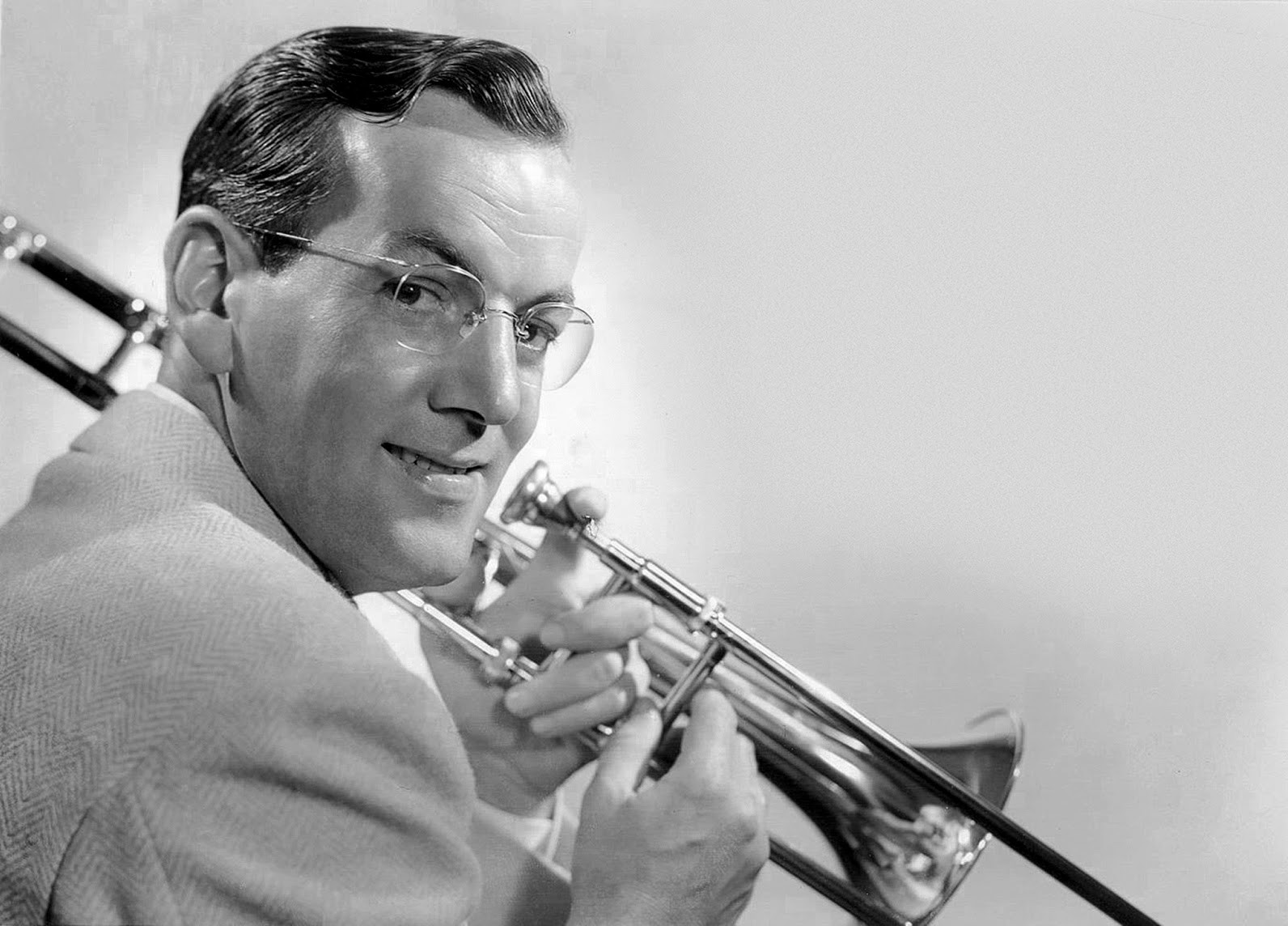
Glenn Miller.

| Année | Interprète(s)                                                         |
| ----- | --------------------------------------------------------------------- |
| 2002  | Beegie Adair - Centennial Composers Collection                        |
| 1961  | Tony Bennett – Tony Sings for Two                                     |
| 2005  | Cheryl Bentyne – Let Me Off Uptown                                    |
| 1962  | Art Blakey avec Freddie Hubbard – Caravan                             |
| 1956  | Hoagy Carmichael avec Art Pepper – Hoagy Sings Carmichael             |
| 2019  | Kate Ceberano et Paul Grabowsky – Tryst                               |
| 2001  | Bill Charlap – Stardust                                               |
| 2016  | Kristin Chenoweth – The Art of Elegance                               |
| 1987  | Rosemary Clooney – Rosemary Clooney Sings the Lyrics of Johnny Mercer |
| 1966  | Sonny Criss - This is Criss                                           |
| 1942  | Bing Crosby avec John Scott Trotter and His Orchestra                 |
| 1961  | Bobby Darin – Love Swings                                             |
| 1974  | Paul Desmond – Skylark                                                |
| 2016  | Bob Dylan – Fallen Angels                                             |
| 1964  | Ella Fitzgerald – Ella Fitzgerald Sings the Johnny Mercer Song Book   |
| 1963  | Aretha Franklin – Laughing on the Outside                             |
| 1949  | Erroll Garner                                                         |
| 1977  | Dexter Gordon – Biting the Apple                                      |
| 2003  | Steve Hass – Traveler                                                 |
| 1942  | Earl Hines avec Billy Eckstine                                        |
| 2015  | Stevie Holland – Life Goes On                                         |
| 2009  | Mark Isham et Kate Ceberano – Bittersweet                             |
| 1941  | Harry James avec Helen Forrest                                        |
| 1997  | k.d. lang – Midnight in the Garden of Good and Evil (soundtrack)      |
| 2011  | Chuck Loeb, featuring Lizzy Loeb, vocals – Plain 'n' Simple           |
| 1981  | Susannah McCorkle – The Songs of Johnny Mercer                        |
| 1958  | Carmen McRae – Birds of a Feather                                     |
| 1973  | Bette Midler – album Bette Midler                                     |
| 1942  | Glenn Miller and His Orchestra avec Ray Eberle au chant en 1942,      |
| 1962  | Matt Monro – Sings Hoagy Carmichael                                   |
| 2004  | Marion Montgomery – Skylark                                           |
| 1961  | David « Fathead » Newman – Straight Ahead                             |
| 1941  | Anita O'Day avec l'orchestre de Gene Krupa                            |
| 2010  | Gregory Porter – Water                                                |
| 1996  | María Rivas – Muaré                                                   |
| 1984  | Linda Ronstadt avec l'orchestre de Nelson Riddle - album Lush Life    |
| 1977  | Jimmy Rowles et Stan Getz – The Peacocks                              |
| 1942  | Dinah Shore                                                           |
| 1941  | Ginny Simms avec the Edgar Fairchild Orchestra                        |
| 1950  | Mel Tormé avec Pete Rugolo and His Orchestra                          |
| 1955  | Kitty White – A New Voice in Jazz                                     |
| 1995  | Cassandra Wilson – New Moon Daughter                                  |

Quelques interprètes de Skylark au XXIe siècle
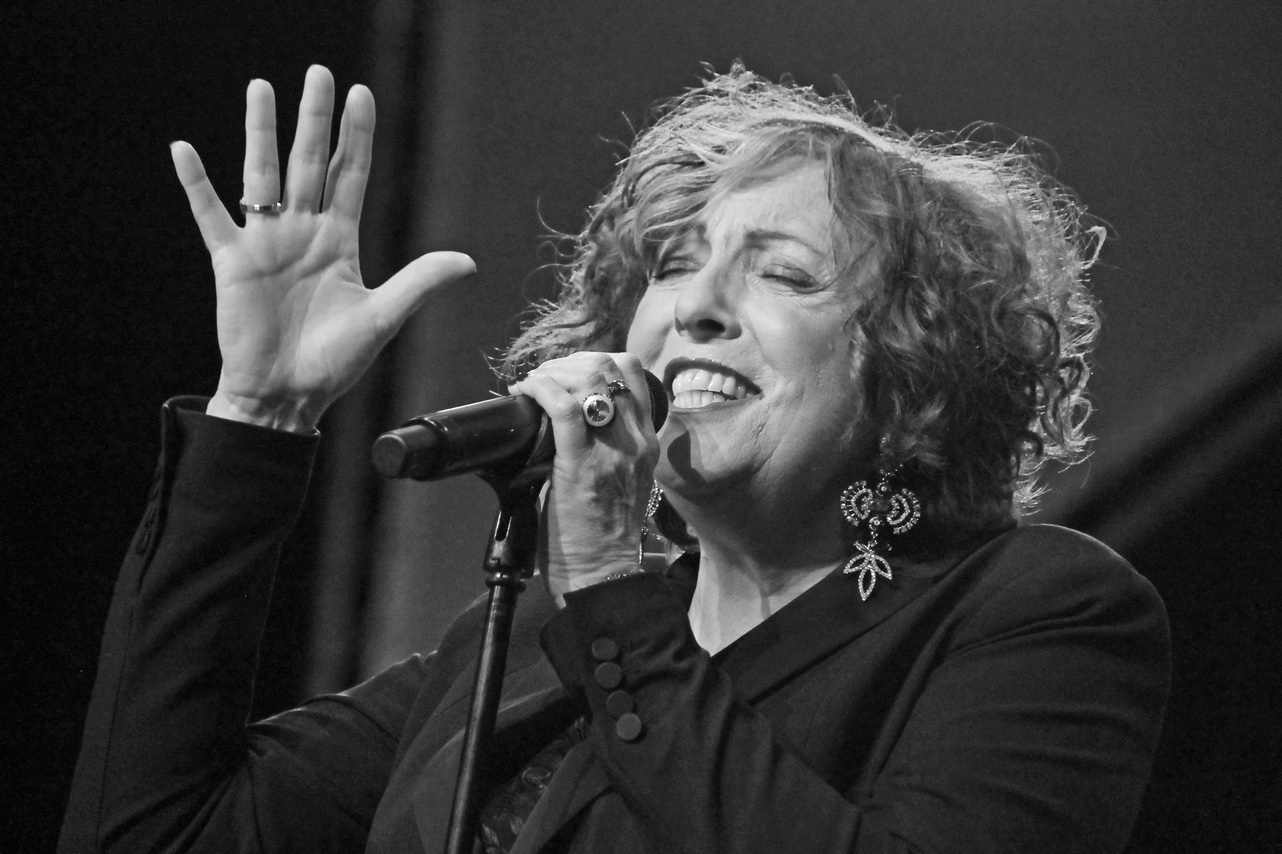
Cheryl Bentyne.
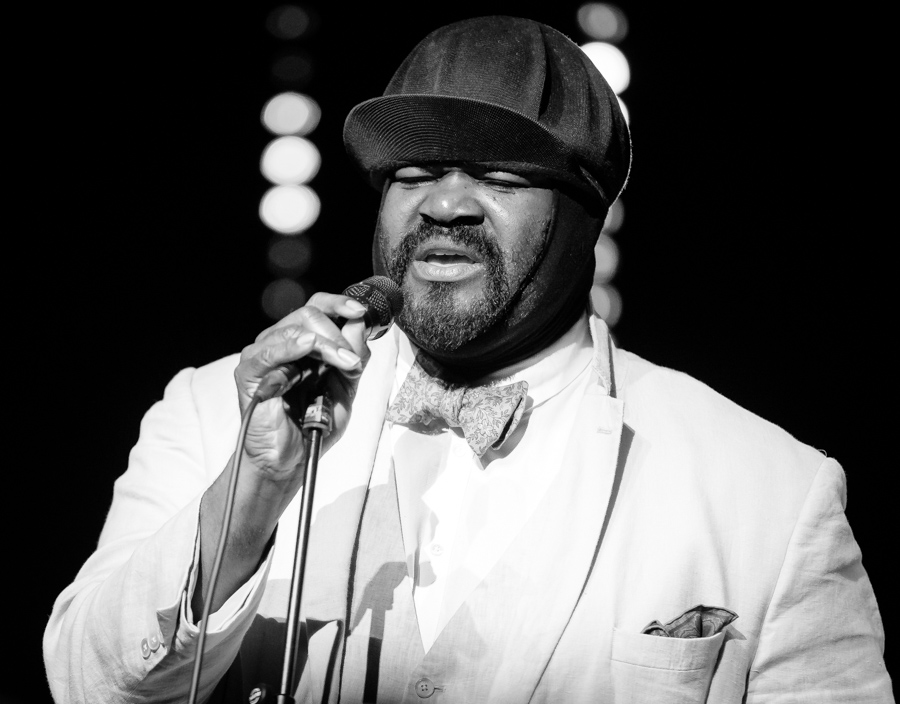
Gregory Porter.
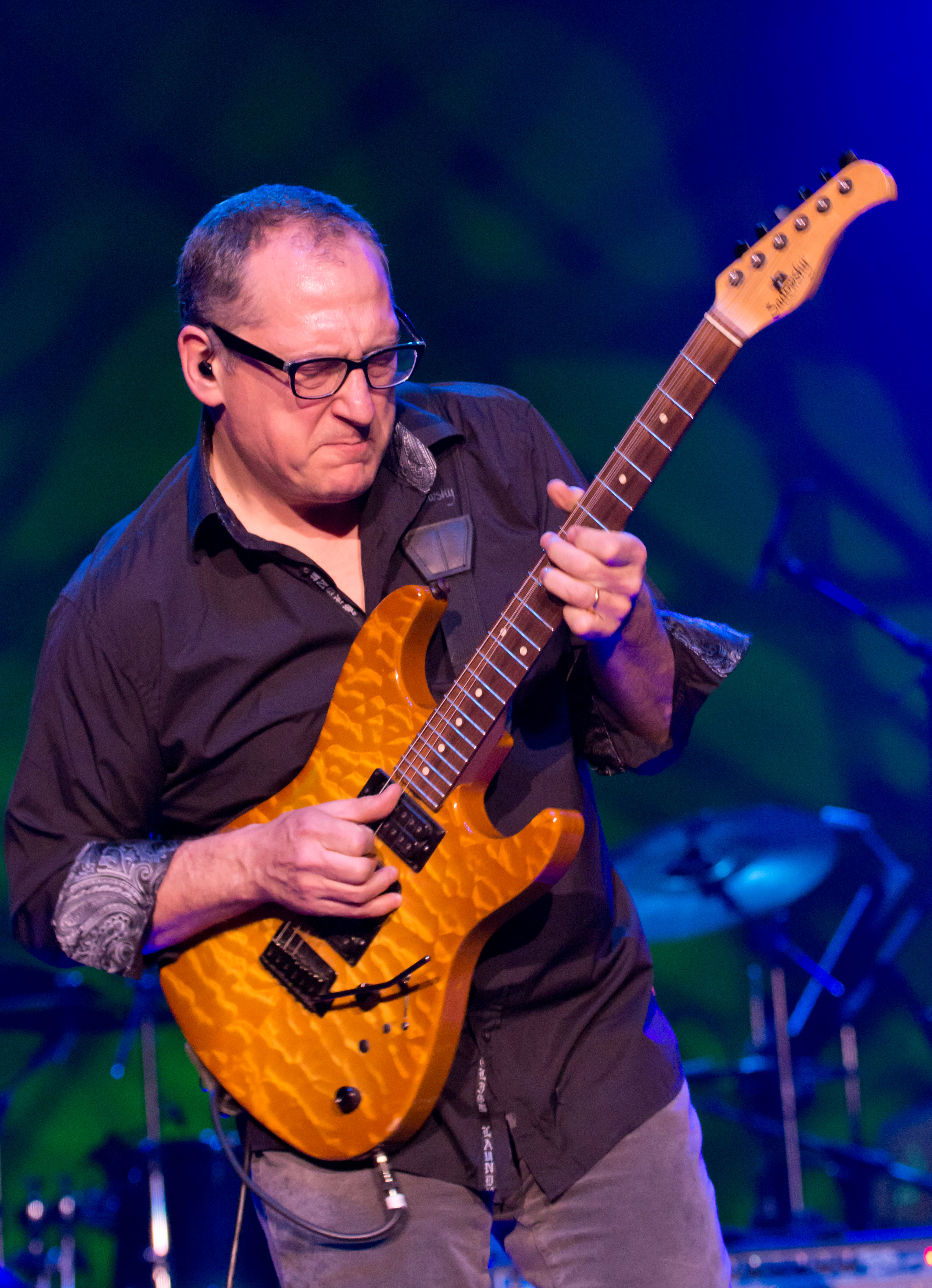
Chuck Loeb.
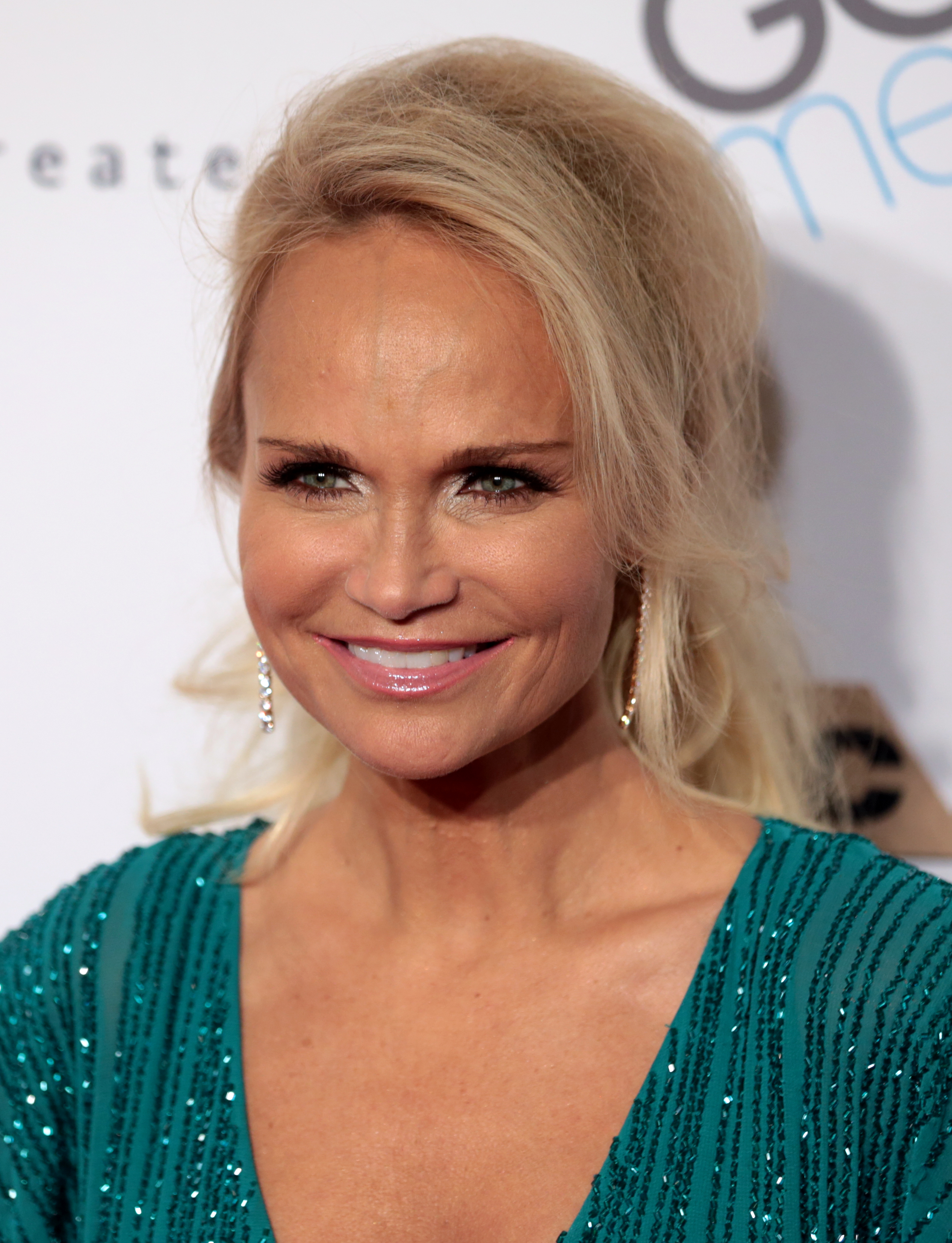
Kristin Chenoweth.
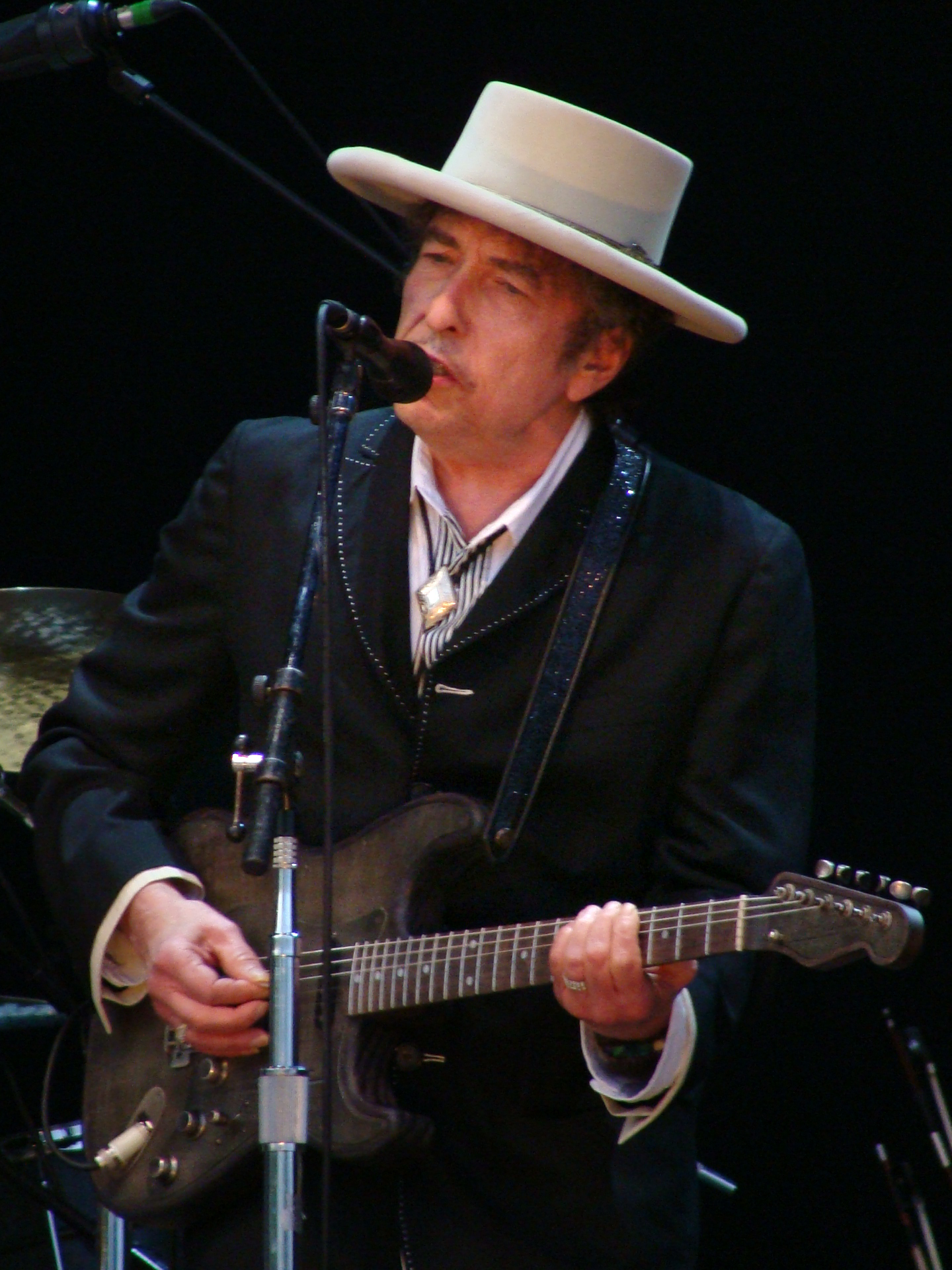
Bob Dylan.